# X!NK
X!NK – belgijski zespół pop-punkowy, założony w 2001 roku przez perkusistę Nielsa Meukensa i gitarzystę Thomasa Valkiersa. Po krótkim czasie dołączyli do nich wokalista/gitarzysta, starszy brat Nielsa, Jonas Meukens, oraz młodszy brat Thomasa, Philip.
Reprezentanci Belgii w 1. Konkursie Piosenki Eurowizji Junior (2003). 

## Płyty
- X!NK (2004)
- Vergif (2005)

## Single
- De Vriendschapsband
- Oh-Ho
- Sorry
- Laat Me Vrij
- Denk Aan Mij
- Hou Ons Niet Tegen
- De Andere Kant
- Give Us The Future